# Korsbrødregade (Ribe)
Korsbrødregade i Ribe er en gade, der løber fra Gråbrødregade (krydset med Grydergade og Nygade) i syd og til Skibbroen i nord.
Gaden har sit navn efter Korsbrødregård, der lå hvor Bispegården ligger i dag. (Korsbrødregade 7)
Korsbrødregård var en johannitterkloster, indviet til Sct. Hans. Klosteret nævnes første gang i 1311 og menes ikke at være meget ældre end det. Klosteret blev med tiden rig på jordbesiddelsen rundt i landet.
I 1479 var det sågar ejer af Sct. Clemens Kirke ligeledes i Ribe.
Ved Reformations indførelse i 1537 blev det hele befalet til nedrivning. Befalingen synes dog ikke at være ført 100% ud i livet. Der har givetvis været dele tilbage. I hvert afholder Frederik V taffel på Korsbrødregård d. 21. januar 1754.
Den nuværende Bispegård på adressen er opført i 1801 til madam Rahr. Huset bliver købt af den danske stat i 1869 til bispebolig.